# Camp de concentració de Börgermoor
El Camp de concentració de Börgermoor va ser un dels primers camps que els nazis van crear prop de les torberes de l'Emsland a Surwold. Va obrir el juny de 1933 i tenia una capacitat inicial de mil presoners en Schutzhaft, que són persones privades de llibertat sense incriminació ni intervenció de l'autoritat judicial i per un temps indeterminat, com a mesura per «protegir la societat». L'abril de 1934 va ser transformat en camp per a presoners condemnats. El 1937 la seva capacitat va ser augmentada per a 1500 persones. De 1945 a 1965 va servir de presó de l'estat alemany. Després va ser enderrocat.
És conegut perquè el 27 d'agost de 1933 s'hi va estrenar la cançó de protesta «Die Moorsoldaten», amb lletra i música escrita per tres presoners polítics.